# Hedvig Montgomery
Hedvig Margareta Victoria Montgomery, född 3 september 1968 i Uppsala, är en svensk-norsk psykolog och familjeterapeut.
Montgomery är dotter till Hugo Montgomery, professor i antikens kultur och samhällsliv, och teologen Ingun Montgomery, född Westman. Hon är även dotterdotter till Karl Gustaf Westman, som var justitie- och utrikesminister i Sverige.
Hon utbildade sig till psykolog vid universitetet i Oslo 1997 och specialiserade sig senare på par- och familjeterapi.